# Wereldkampioenschappen zwemmen 2023 – 4×100 meter wisselslag vrouwen
De 4×100 meter wisselslag vrouwen op de wereldkampioenschappen zwemmen 2023 in Fukuoka vond plaats op 30 juli 2023. Na afloop van de series kwalificeerden de acht snelste ploegen zich voor de finale.

## Records
Voorafgaand aan het toernooi waren dit het wereldrecord en het kampioenschapsrecord
| Wereldrecord         | Verenigde Staten Regan Smith Lilly King Kelsi Dahlia Simone Manuel | 3.50,40 | Gwangju | 28 juli 2019 |
| Kampioenschapsrecord | Verenigde Staten Regan Smith Lilly King Kelsi Dahlia Simone Manuel | 3.50,40 | Gwangju | 28 juli 2019 |

## Uitslagen

### Series
| Rang | Serie | Baan | Land                | Namen | Tijd    | Bijz. |
| ---- | ----- | ---- | ------------------- | --- | ------- | ----- |
| 1    | 3     | 5    | Canada              | Ingrid Wilm (59.11) Sophie Angus (1:06.30) Maggie Mac Neil (56.53) Mary-Sophie Harvey (53.99)                           | 3:55.93 | Q     |
| 2    | 3     | 4    | Verenigde Staten    | Katharine Berkoff (58.56) Lydia Jacoby (1:07.73) Torri Huske (57.42) Abbey Weitzeil (52.60)                             | 3:56.31 | Q     |
| 3    | 2     | 5    | Zweden              | Michelle Coleman (1:01.51) Sophie Hansson (1:06.67) Louise Hansson (56.90) Sarah Sjöström (52.41)                       | 3:57.49 | Q     |
| 4    | 2     | 4    | Australië           | Madison Wilson (59.54) Abbey Harkin (1:07.66) Brianna Throssell (57.72) Meg Harris (52.82)                              | 3:57.74 | Q     |
| 5    | 2     | 3    | Nederland           | Kira Toussaint (1:00.57) Tes Schouten (1:06.79) Kim Busch (58.46) Marrit Steenbergen (51.99)                            | 3:57.81 | Q     |
| 6    | 2     | 6    | China               | Wang Xueer (1:00.42) Yang Chang (1:07.12) Wang Yichun (57.17) Wu Qingfeng (53.42)                                       | 3:58.13 | Q     |
| 7    | 3     | 3    | Frankrijk           | Pauline Mahieu (59.82) Charlotte Bonnet (1:06.87) Marie Wattel (57.08) Lison Nowaczyk (54.77)                           | 3:58.54 | Q     |
| 8    | 2     | 7    | Japan               | Rio Shirai (1:00.60) Reona Aoki (1:06.57) Ai Soma (57.48) Rikako Ikee (53.93)                                           | 3:58.58 | Q     |
| 9    | 3     | 2    | Verenigd Koninkrijk | Lauren Cox (59.79) Kara Hanlon (1:07.39) Laura Stephens (58.66) Anna Hopkin (53.11)                                     | 3:58.95 |       |
| 10   | 2     | 2    | Polen               | Adela Piskorska (1:00.47) Dominika Sztandera (1:07.01) Paulina Peda (58.57) Kornelia Fiedkiewicz (54.18)                | 4:00.23 | NR    |
| 11   | 3     | 6    | Italië              | Margherita Panziera (1:00.60) Martina Carraro (1:06.39) Ilaria Bianchi (59.08) Sofia Morini (54.60)                     | 4:00.67 |       |
| 12   | 3     | 8    | Duitsland           | Laura Riedemann (1:01.68) Anna Elendt (1:07.23) Angelina Köhler (56.77) Nele Schulze (55.03)                            | 4:00.71 |       |
| 13   | 3     | 9    | Ierland             | Danielle Hill (1:01.65) Mona McSharry (1:05.55) Ellen Walshe (59.19) Victoria Catterson (54.86)                         | 4:01.25 | NR    |
| 14   | 2     | 0    | Denemarken          | Julie Kepp Jensen (1:03.33) Thea Blomsterberg (1:06.92) Helena Rosendahl Bach (58.51) Signe Bro (54.57)                 | 4:03.33 |       |
| 15   | 1     | 6    | België              | Roos Vanotterdijk (1:00.91) Florine Gaspard (1:09.14) Valentine Dumont (59.09) Fleur Verdonck (55.40)                   | 4:04.54 | NR    |
| 16   | 1     | 3    | Hongkong            | Stephanie Au (1:00.75) Siobhán Haughey (1:07.49) Tam Hoi Lam (1:00.96) Camille Cheng (55.69)                            | 4:04.89 |       |
| 17   | 1     | 4    | Griekenland         | Theodora Drakou (1:00.71 NR) Eleni Kontogeorgou (1:10.23) Anna Ntountounaki (58.26) Maria-Thalia Drasidou (55.79)       | 4:04.99 |       |
| 18   | 2     | 1    | Zuid-Korea          | Lee Eun-ji (1:01.31) Kwon Se-hyun (1:09.94) Kim Seo-yeong (59.74) Hur Yeon-kyung (54.17)                                | 4:05.16 |       |
| 19   | 3     | 7    | Israël              | Aviv Barzelay (1:02.13) Anastasia Gorbenko (1:06.94) Lea Polonsky (1:00.48) Daria Golovaty (56.02)                      | 4:05.57 |       |
| 20   | 3     | 0    | Spanje              | Carmen Weiler (1:01.46) Jessica Vall (1:08.32) Paula Juste (1:00.27) Ainhoa Campabadal (55.80)                          | 4:05.85 |       |
| 21   | 3     | 1    | Brazilië            | Julia Góes (1:03.96) Jhennifer Conceição (1:08.48) Giovanna Diamante (59.32) Stephanie Balduccini (54.10)               | 4:05.86 |       |
| 22   | 1     | 5    | Mexico              | Miranda Grana (1:02.11) Melissa Rodríguez (1:08.80) María José Mata (59.54) Athena Meneses (56.40)                      | 4:06.85 | NR    |
| 23   | 2     | 9    | Thailand            | Saovanee Boonamphai (1:06.39) Phiangkhwan Pawapotako (1:12.25) Kamonchanok Kwanmuang (1:01.97) Jenjira Srisaard (59.82) | 4:20.43 |       |
| 24   | 2     | 8    | Hongarije           | DNS | DNS     | DNS   |

### Finale
| Rang   | Baan | Land             | Namen                                                                                             | Tijd    | Bijz. |
| ------ | ---- | ---------------- | ------------------------------------------------------------------------------------------------- | ------- | ----- |
| Goud   | 5    | Verenigde Staten | Regan Smith (57,68) Lilly King (1.04,93) Gretchen Walsh (57,06) Kate Douglass (52,41)             | 3.52,08 |       |
| Zilver | 6    | Australië        | Kaylee McKeown (57,91) Abbey Harkin (1.07,07) Emma McKeon (56,44) Mollie O'Callaghan (51,95)      | 3.53,37 |       |
| Brons  | 4    | Canada           | Kylie Masse (58,74) Sophie Angus (1.06,21) Maggie MacNeil (55,69) Summer McIntosh (53,48)         | 3.54,12 |       |
| 4      | 7    | China            | Wan Letian (59,49) Tang Qianting (1.06,13) Zhang Yufei (55,50) Cheng Yujie (53,45)                | 3.54,57 |       |
| 5      | 3    | Zweden           | Michelle Coleman (1.01,08) Sophie Hansson (1.06,34) Louise Hansson (56,82) Sarah Sjöström (52,08) | 3.56,32 |       |
| 6      | 8    | Japan            | Rio Shirai (1.00,96) Satomi Suzuki (1.05,73) Ai Soma (57,67) Rikako Ikee (53,66)                  | 3.58,02 |       |
| 7      | 2    | Nederland        | Kira Toussaint (1.00,34) Tes Schouten (1.06,91) Kim Busch (58,88) Marrit Steenbergen (51,96)      | 3.58,09 |       |
| 8      | 1    | Frankrijk        | Pauline Mahieu (1.00,12) Charlotte Bonnet (1.06,78) Marie Wattel (57,72) Lison Nowaczyk (54,62)   | 3.59,24 |       |